# Ярущина могила
Ярущина могила (укр. Ярущана могила) — курган в городе Кривой Рог Днепропетровской области.

## История
Курган был обнаружен в 1983 году археологом А. А. Мельником. Относится к эпохе бронзы.
В 1950-х годах насыпь кургана была использована как садово-парковое сооружение с клумбой на вершине и ступеньками по обе стороны. В центре кургана на круглом 3-метровом постаменте был установлен памятник В. И. Ленину, который в 2007 году был перенесён.

## Характеристика
Находится в городе Кривой Рог, Долгинцевский район, улица Серафимовича, в сквере железнодорожников у станции Кривой Рог-Главный.
Курган имеет форму уплощённой полусферы диаметром 45 м и высотой 2,7 м, поверхность задернована. Подножье кургана подрезано по кругу асфальтированными дорожками парка, северный и северо-восточный склоны ограничены подпорной кирпичной стенкой высотой 0,4—0,7 м. На восточном склоне обустроены кирпичные ступени к вершине с находящейся на ней 5,2-метровой кирпичной оштукатуренной круглой клумбой. Участок вокруг кургана заасфальтирован и обложен бетонными плитами. Заборы и информационные таблички отсутствуют.